# Лелюх, Игорь Викторович
И́горь Ви́кторович Лелюх (28 декабря 1967, Витебск — 1 января 1995, Грозный) — капитан, командир группы 67-й отдельной бригады специального назначения ГРУ ГШ, Герой Российской Федерации.

## Биография
Игорь Лелюх родился 28 декабря 1967 года в Витебске в семье офицера. Со второго по девятый класс учился в школе №9 города Абакан. Окончил среднюю школу №1 в поселке Топчиха Алтайского края.
В 1985 году поступил и в 1989 году окончил Новосибирское высшее военно-политическое общевойсковое училище. Служил заместителем командира роты по политической части в Центральной группе войск (Чехословакия), в Киевском военном округе, с 1992 года — в Сибирском военном округе.
С 1992 года — заместитель командира роты по воспитательной работе в Сибирском военном округе. С 1993 года — командир группы специального назначения 67 отдельной бригады специального назначения ГРУ ГШ (Сибирский военный округ, дислоцировалась в городе Бердске под Новосибирском до 19 марта 2009 года). С 1994 года — заместитель командира 796 отдельной роты специального назначения, капитан. В декабре 1994 года в должности командира группы убыл в Чечню в составе сводного отряда специального назначения. Успешно командовал разведгруппой при выполнении боевых задач против дудаевских формирований, под его командованием было проведено 22 спецоперации. 23 декабря 1994 года группа капитана Лелюха ликвидировала колонну техники противника, не понеся потерь.

### Подвиг
1 января 1995 года при штурме Грозного в ходе Первой чеченской войны части 131 бригады попали в окружение в районе железнодорожного вокзала. Подразделения понесли большие потери в живой силе, потеряли практически всю бронетехнику и не могли самостоятельно вырваться из города. Командование поставило перед разведгруппой капитана Лелюха задачу как можно скорее прорвать кольцо окружения и способствовать выходу бригады из города. Игорь Лелюх возразил, что без поддержки бронетехники силами одной разведгруппы задача невыполнима, но возражения были отвергнуты ввиду катастрофического положения бригады и отсутствия каких-либо других резервов.
Разведгруппе удалось прорвать окружение и подойти на позиции бригады. Но в скором времени были подтянуты резервы дудаевцев, и было принято решение отступать. Игорь Лелюх был тяжело ранен и остался прикрывать отход бойцов. В течение 30 минут он удерживал боевиков огнём из автомата и гранатами, после чего был вторично ранен и в бессознательном состоянии расстрелян в упор.
За мужество и героизм, проявленные при выполнении воинского долга, указом Президента Российской Федерации от 7 декабря 1995 года капитану Лелюху Игорю Викторовичу присвоено звание Героя Российской Федерации (посмертно).
Похоронен на Заельцовском кладбище в Новосибирске.

## Память
Приказом министра обороны Российской Федерации И. В. Лелюх навечно зачислен в списки 1-й роты 690-го отдельного отряда специального назначения ГРУ ГШ.
Именем героя названа улица в городе Бердске Новосибирской области, а так же в городе Абакане, республики Хакасия . На доме №13 по которой установлена мемориальная доска. Также мемориальная доска открыта в Абакане на здании школы, где учился герой. Памятники герою воздвигнуты на мемориале героям-выпускникам Новосибирского военного общевойскового командного училища и на территории бригады спецназа СибВО, где он служил.
С 1996 года в Бердске ежегодно проходит турнир по художественной гимнастике памяти Игоря Лелюха, а после Дня победы — военно патриотическая игра «Зарница», посвященная памяти героя.